# Gustaf Tham (företagsledare)
Adam Gustaf Sebastian Tham, född 20 oktober 1875 i Hallingebergs församling, Kalmar län, död 21 juli 1953 i Oscars församling, Stockholms stad, var en svensk företagsledare.

## Biografi
Gustaf Tham föddes 1875 på Ankarsrum i Hallingebergs socken. Han var son till Wilhelm Tham och Julia Elisabet Lovisa Reuterskiöld. Tham avlade 6 juni 1894 mogenhetsexamen i Jönköping och blev samma år elev vid Kungliga Tekniska högskolan. Han avlade avgångsexamen i maskinbyggnadskonst och mekanisk teknologi vid Kungliga Tekniska högskolan 1897. Han var ritare vid Motala mekaniska verkstad 1897–1899, ingenjör vid Husqvarna vapenfabrik 1899–1910, biträdande direktör där 1910–1911 och verkställande direktör från 1911.
Tham var ordförande i dess styrelse 1940–1950 och ordförande i styrelsen för försäkringsbolaget Allmänna brand 1935–1946. Han blev riddare av Vasaorden 1914, kommendör av andra klassen av samma orden 1930 och av Nordstjärneorden 1939.

### Familj
Tham gifte sig 12 mars 1901 i Stockholm med Hilma Larsson (1880–1937), dotter till fabrikören Carl August Larsson och Emma Charlotta Sundström. De fick tillsammans barnen Mary Tham (1902–2001) som var gift med löjtnanten greve Arvid von Seth, ryttmästaren Sten Tham (1904–1970), civilingenjören Stig Tham (1909–1950) och Göran Gustaf Sebastian Tham (1915–1929).